# من قاع قلبي المحطم
من قاع قلبي المحطم (الإنجليزية: From the Bottom of My Broken Heart) هي الأغنية المنفردة الخامسة والأخيرة التي أصدرتها المغنية الأمريكية بريتني سبيرز من ألبومها الأول حبيبي مرة أخرى... في 15 ديسمبر 1999 بواسطة "جيف ريكورذز". كانت الأغنية تعبر عن صعوبة انفصال خاصة أنها واكبت انفصال سبيرز عن حبها الأول.
خلال بداية مشوارها الفني، سجلت سبيرز أغنية غير مستخدمة للمغنية توني براكستون وأرسلتها مع مدير أعمالها لاري رودولف إلى العديد من شركات الإنتاج من بينهم شركة التسجيلات "جيف ريكورذز" التي صرح أحد مديريها التنفيذيين «كان من النادر جدًا سماع شخص صغير جدًا يقدم محتوى عاطفي ذو جاذبية تجارية» ليتم اختيار سبيرز وتعيين المنتج والمؤلف إريك فوستر وايت الذي كتب وأنتج الأغنية.
حظيت الأغنية باستقبال نقدي متفاوت ونجاح تجاري معتدل، حيث تصدرت المرتبة #37 في استراليا، والمرتبة #23 في نيوزيلاندا فيما حصلت على المرتبة #14 في قائمة بيلبورد هوت 100، والمرتبة #17 في قائمة أغاني البوب.
وفي 28 مارس 2000، حصلت الأغنية على الشهادة البلاتينية من رابطة صناعة التسجيلات الأمريكية لبيعها أكثر من مليون نسخة، لتكون ثامن أعلى الأغاني المنفردة الخاصة سبيرز مبيعاً في الولايات الأمريكية.

## قصة الكليب
في الفيديو تظهر سبيرز تحمل أمتعتها لتغادر المنزل وتشعر بالضيق لمعرفتها أنها ستفوت حبها الأول. كان الفيديو موضوع جدل بين الصحافة، الذين منعوا سبيرز من التعامل مع مخرجين كبار بالعمر.